# Team Astromega
Il Team Astromega è una squadra motoristica belga, fondata nel 1995 da Mikke Van Hool.

## Storia
La scuderia venne fondata nel 1995 ad opera del pilota di Formula 3000 Mikke Van Hool, la cui volontà era quella di gareggiare in un team di sua proprietà.
Il ruolo di team manager fu ricoperto dal 1996 da Sam Boyle.
Nel 2000 la scuderia schierò in Formula 3000 il futuro due volte campione del mondo di Formula 1 Fernando Alonso.
È del 2003 l'entrata nella scuderia di Werner Gillis, esperto di management finanziario, lo stesso anno in cui Robby Arnott divenne capo ingegnere dopo l'esperienza con la DAMS.
La squadra si è inoltre occupata, dal 2005 al 2009, di seguire le monoposto appartenenti al team cinese e, nel solo campionato 2006, al team portoghese nella serie A1 Grand Prix, pur senza ottenere risultati rilevanti.